# Église Notre-Dame du Point du Jour
L'église Notre-Dame-du-Point-du-Jour est une église du quartier du Point-du-Jour à Lyon.
Terminée en 1973, elle remplace une autre église dite des « Massues » édifiée au XIXe siècle.

## Histoire
Une première église dédiée à saint Patient est construite vers le milieu du XIXe siècle par Tony Desjardins. Elle est démolie en 1973,et Louis Beyssac termine la nouvelle en 1972.

## Description
Sa flèche symbolise la tente biblique et ses vitraux ont été réalisés par Jean-Marcel Héraut-Dumas. L'intérieur est en forme de conchoïde entouré d'un déambulatoire avec un chœur octogonal (symbole de la résurrection de Jésus). La nef est décorée d'un christ en ivoire datant du XVIe siècle présent dans la précédente église (ramené pendant la campagne de Napoléon Ier en Espagne).